# 朱小魯
朱小魯，明朝岷王朱幹跬之子，朱企鉁的弟弟。棠坡朱氏一世祖。
在明朝岷國滅亡時，他和兒子都改名，為的就是避免清朝政府在對明朝遺族「斬草除根」受到牽連，因此他的原名中雙名的第一字應為「企」，如：「朱企鈞」、「朱企鑑」等等；他的兒子也應為「禋」字，次字從「水」偏旁，改成朱其美。其后，迁居到长沙县，中国前总理朱鎔基是他的十世孫。